# 山びこ学校
『山びこ学校』（やまびこがっこう）は、山形県山元村（現在は、上山市）の中学校教師、無着成恭（むちゃくせいきょう）が、教え子の中学生たちの学級文集、内容的には生活記録をまとめて、1951年（昭和26年）に青銅社から刊行したもの。正式名称は、『山びこ学校―山形県山元村中学校生徒の生活記録』である。2008年1月現在、岩波書店（岩波文庫）から刊行。舞台となった上山市立山元中学校は2009年3月廃校となった。

## 概要
1951年、寒川道夫が刊行した教え子の詩集である『山芋』と並んで、当時、進むべき針路を模索していた日本の教育界において、戦後民主主義教育の典型例として大きな反響を呼んだ教育実践記録。「山びこ学校」は、天才的な生徒の作品ではなく、43人のクラスの生徒全員の作品で、生活の実体験の中から出てきた作品であったことが注目される。本の冒頭には、児童文学作家の坪田譲治が、推薦の辞を寄せた。本は刊行直後の2年間で、18刷を重ね12万部を売った。映画や舞台でも取り上げられた。

## その後
無着は、1953年、ウィーンの世界教員会議に出席した後、ソ連経由で帰国したことが問題化し、月給2ヶ月停止処分を受ける。翌1954年、無着は山元村を去り、駒澤大学仏教学部3年に編入学。彼はもともと寺の子であった。無着は、1956年、明星学園教諭となり、1983年まで同学園に奉職する。この頃の指導の記録が『続・やまびこ学校』（むぎ書房）に収められている。

## 映画
『山びこ学校』は、1952年（昭和27年）5月1日公開の日本映画である。八木保太郎プロダクション・日本教職員組合製作、北星映画配給。監督は今井正。モノクロ、スタンダード、101分。
山元中学校3年生全員の綴方を集めた学級文集『きかんしゃ』ができるまでを、その文集に掲載されたエピソードを交えながら描かれている。作中では実際に作文を書いた生徒の実名で描かれているが、栗の木の皮をむいてしまうような映画オリジナルのシーンなどでは架空の生徒を使っている。第26回キネマ旬報ベスト・テン第8位。

### スタッフ
- 監督：今井正
- 製作：若山一夫、戸田金作、浅野正孝
- 脚本：八木保太郎
- 撮影：伊藤武夫
- 美術：川島泰造
- 録音：岡崎三千雄
- 照明：吉沢欣三
- 音楽：大木正夫
- 編集：神谷修介
- 監督補佐：田代秀治
- 製作主任：金子敏

### キャスト
- 無着：木村功
- 無着の父：瀧澤修
- 英雄の祖父：東野英治郎
- 須村：岡田英次
- 明の父：殿山泰司
- 和助の兄：織本順吉
- 田口：金子信雄
- 新田：西村晃
- 大崎：和澤昌次
- 木村：河崎保
- 島田屯
- 磯部：杉葉子
- 江一の母：本間文子
- 無着の母：北林谷栄
- キクエの母：南美江
- 無着の妹：丹阿彌谷津子
- 明の姉：岩崎加根子
- 明の母：田中筆子
- 木下ゆず子
- ヒカリ様の信者：戸田春子、原緋紗子

## 関連文献
- 無着成恭『続・山びこ学校』（むぎ書房, 1985年,ISBN 4838400748）